# Resolució 939 del Consell de Seguretat de les Nacions Unides
La Resolució 939 del Consell de Seguretat de les Nacions Unides fou adoptada el 29 de juliol de 1994. Després de recordar totes les resolucions pertinents sobre Xipre, el Consell va discutir sobre l'aplicació de mesures de foment de la confiança com a part d'un procés més ampli per solucionar el conflicte de Xipre.
El Consell va reafirmar que el statu quo era inacceptable, assenyalant la posició de les Nacions Unides que hauria d'existir un únic Xipre format per dues comunitats políticament iguals en una federació bicomunal i bizonal, excloent la unió amb un altre país o la secessió.
Es va demanar al Secretari General Boutros Boutros-Ghali que iniciés consultes amb els membres del Consell de Seguretat, les potències garants, i amb els líders de la República de Xipre i Xipre del Nord sobre les maneres d'abordar el problema de Xipre d'una manera que donaria resultats. En aquest context, es va instar a totes les parts a cooperar amb el secretari general. A finals d'octubre de 1994 es va demanar un informe sobre un programa per assolir una solució global de la controvèrsia i l'aplicació de les mesures de foment de la confiança.
La resolució 939 va ser aprovada per 14 vots a cap, mentre que Ruanda estava absent de la reunió.